# 海游街道
海游街道是中华人民共和国浙江省台州市三门县下辖的一个街道办事处。
2013年11月15日，浙江省人民政府批复同意撤销海游镇建制，其行政区域改由三门县政府直辖。
2013年11月18日，台州市人民政府批复同意在此区域内设立海游街道办事处，管辖城北、丹峰、城西、城中、溪北、城东、城南、黄埠突、新港、寺后、联合、善岙杨、善岙蒋、里田湾、上坑、下坑、下达田、上坎头、谢家、松门、湘山、山陈、山董、统建、西岙、新场、石岩、奚家岙、岱阜里、岱阜外、小坑、悬渚、外俞、方卢、梅村、北山、后郭、前郭、南岙、下谢等40个村，石羊、龙山、蟠龙、广润、平安等5个社区。街道办事处驻平安社区西区大道6号（原海游镇办公综合楼）。

## 行政区划
海游街道下辖以下村级行政区划单位：
心湖社区、龙山社区、石羊社区、蟠龙社区、上叶社区、平安社区、广润社区、上坑村、下坑村、下达田村、上坎头村、里田湾村、谢家村、松门村、湘山村、山陈村、山董村、统建村、西岙村、方卢村、悬渚村、外俞村、新场村、石岩村、小坑村、岱阜里村、岱阜外村、奚家岙村、城北村、城西村、丹峰村、城中村、溪北村、城东村、城南村、黄埠突村、新港村、联合村、寺后村、善岙杨村、善岙蒋村、下谢村、南岙村、梅村、后郭村、前郭村、北山村和三门林场。